# Židikai
Židikai (pol. Żydyki) – miasteczko na Litwie, położone w okręgu telszańskim, w rejonie możejskim, 21 km na zachód od Możejek. Miasteczko liczy 524 mieszkańców (2001). Siedziba gminy Židikai. Litewski pomnik urbanistyki.
Znajduje się tu kościół, szkoła, poczta, filia szkoły muzycznej w Możejkach i muzeum poświęcone litewskiej pisarce Marii Pečkauskaitė.
Od 2007 roku miasteczko posiada własny herb, nadany dekretem prezydenta Republiki Litewskiej.